# Hans Gollnick
Hans Gollnick (* 22. Mai 1892 auf Gut Gursen; † 15. Februar 1970 in Hamburg) war ein deutscher Offizier, zuletzt General der Infanterie im Zweiten Weltkrieg.

## Leben
Gollnick besuchte das Gymnasium Marienwerder und bestand Michaelis 1911 die Abiturprüfung. Am 22. März 1912 trat er als Fahnenjunker in das 3. Westpreußische Infanterie-Regiment Nr. 129 in Graudenz ein. Dort wurde er am 19. November 1912 zum Fähnrich ernannt und am 18. August 1913 zum Leutnant befördert. Nach Ausbruch des Ersten Weltkriegs und der Mobilmachung kam Gollnick mit dem Reserve-Infanterie-Regiment Nr. 21 ins Feld und wurde am 26. August 1914 schwer verwundet. Nach einem Lazarettaufenthalt und Gesundung wurde er zum Ersatz-Bataillon des Reserve-Infanterie-Regiments Nr. 21 überwiesen. Dort fungierte er ab 10. Juni 1915 als Kompanieführer. Am 27. Oktober 1915 wurde er Adjutant des II. Bataillons und verbrachte krankheitsbedingt vom 16. November bis 15. Dezember 1916 sowie vom 21. Oktober bis 5. Dezember 1917 im Lazarett. Zwischenzeitlich hatte man ihn am 5. Oktober 1916 zum Oberleutnant befördert. Ab 9. August 1918 fungierte Gollnick als Regimentsadjutant, wurde nach Kriegsende am 22. November zum Ersatz-Bataillon überwiesen und schließlich am 8. Januar 1919 Kompanieführer im Infanterie-Regiment 129.
Am 15. Oktober 1935 wurde er Kommandeur des I. Bataillons im Infanterie-Regiment 25. In dieser Funktion wurde er am 1. April 1936 zum Oberstleutnant sowie am 1. Oktober 1938 zum Oberst befördert. Zu Beginn des Zweiten Weltkrieges kommandierte Gollnick das Infanterie-Regiment 76 der 20. Infanterie-Division (mot.) während des Überfalls auf Polen (→ siehe: Gefecht bei Krojanty) und im Westfeldzug 1940. Doch erst am 1. Juni 1941 wurde er zum Generalmajor befördert und am 15. Oktober mit dem Kommando über die im Krieg gegen die Sowjetunion eingesetzte 36. Infanterie-Division (mot.) betraut. Dabei zeichnete sich Gollnick aus und erhielt am 21. November 1942 nach den Kämpfen im Raum Rshew das Ritterkreuz des Eisernen Kreuzes und am 24. August 1943 das Eichenlaub zum Ritterkreuz des Eisernen Kreuzes. Nachdem er bereits am 1. Januar 1943 zum Generalleutnant aufgestiegen war, erhielt er am 10. August den Befehl über das XXXXVI. Panzerkorps, das er bis zum 22. März 1944 führte. Wenige Wochen darauf folgte am 1. Oktober 1943 die Beförderung zum General der Infanterie. Ab dem 20. Mai 1944 gehörte Hans Gollnick als Kommandierender General des XXVIII. Armeekorps zum Bereich der Heeresgruppe Nord. Von Oktober 1944 bis Ende Januar 1945 war er Festungskommandant von Memel, vom 8. Februar bis 1. April 1945 Befehlshaber der Armeeabteilung Samland. Als solcher wurde Hans Gollnick im Wehrmachtbericht vom 26. Februar 1945 genannt. Mitte April 1945 wurden General der Infanterie Hans Gollnick und der Generalstab des XXVIII. Armeekorps in die Führerreserve – Wehrkreiskommando X, Lübeck – versetzt. Nach der bedingungslosen Kapitulation fungierte Hans Gollnick durch die Alliierten bis zum 20. Januar 1946 als Militärbefehlshaber der deutschen Soldaten im Stadt- und Landkreis und Hafen Flensburg. Am 5. Februar 1946 wurde er von der Britischen Besatzungsbehörde nach Hamburg entlassen.

## Auszeichnungen
- Eisernes Kreuz (1914) II. und I. Klasse[2]
- Verwundetenabzeichen (1918) in Schwarz[2]
- Wehrmacht-Dienstauszeichnung IV. bis I. Klasse
- Spange zum Eisernen Kreuz II. und I. Klasse
- Ritterkreuz des Eisernen Kreuzes mit Eichenlaub[3]
  - Ritterkreuz am 27. November 1942
  - Eichenlaub am 24. August 1943 (282. Verleihung)
- Medaille Winterschlacht im Osten 1941/42
- Nennung im Wehrmachtbericht am 26. Februar 1945